# Ernst Rosell
Ernst Oscar Rosell (* 3. Dezember 1881 in Jönköping; † 26. Juli 1953 ebenda) war ein schwedischer Sportschütze.

## Erfolge
Ernst Rosell, der für Jönköping SG aktiv war, nahm an den Olympischen Spielen 1908 in London teil. Mit dem freien Gewehr erreichte er den 46. Platz und verpasste auch im Trap eine vordere Platzierung. In der Disziplin Laufender Hirsch belegte er im Einzelschuss den elften Rang des Einzelwettbewerbs, während er im Doppelschuss den achten Rang erreichte. In der Mannschaftskonkurrenz gewann er gemeinsam mit Alfred Swahn, Arvid Knöppel und Oscar Swahn mit 86 zu 85 Treffern knapp vor Großbritannien, die als einzige andere Nation mit einer Mannschaft am Wettbewerb teilnahm, die Goldmedaille und wurde damit Olympiasieger.